# Los Alamos
Pour les articles homonymes, voir Los Alamos.
Los Alamos (terme espagnol signifiant « les peupliers ») est une ville de l'État du Nouveau-Mexique, aux États-Unis. Elle est située à une quarantaine de kilomètres de Santa Fe, dans la vallée du Rio Grande.
Elle est peuplée de 11 500 habitants (en 2002).
Au XXe siècle, elle accueille le laboratoire national de Los Alamos dans le cadre du projet Manhattan.
Elle est aussi connue pour héberger l'une des dix antennes constituant le Very Long Baseline Array, un réseau national de radiotélescopes, ainsi qu'un centre de recherches nucléaires où fut expérimentée la première bombe atomique le 16 juillet 1945.

## Jumelage
Los Alamos est jumelée avec la ville russe de Sarov, où est implanté le centre de recherche sur les armements nucléaires de Russie.

## Transports
Le Los Alamos County Airport est situé à environ un mile du centre d'affaires de la ville.

## Personnalités liées à la ville
- Robert Oppenheimer : créateur de la bombe atomique